# Unicom Holding

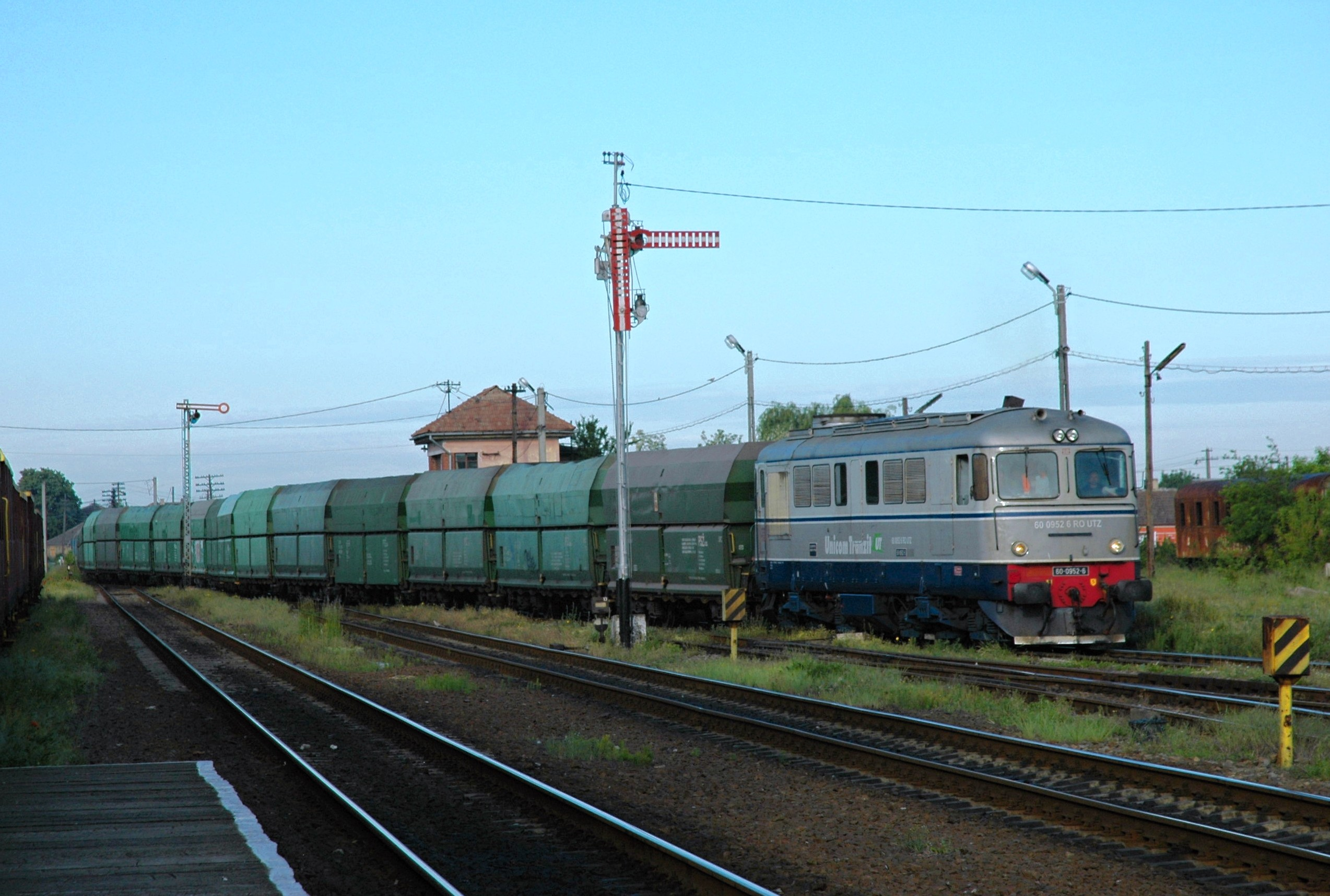
Tren de marfă Unicom Tranzit

Unicom Holding este o companie din cadrul grupului de companii, Unicom Group din România, înființat în anul 1993 de Constantin Iavorski, om de afaceri și fost ministru al energiei în guvernul de la Chișinău.
Compania are, în principal, activități de import și comercializare de carburanți și combustibili pentru industria energetică.
Din 1999 grupul a intrat pe segmentul de bunkeraj (alimentarea navelor cu combustibili), transport feroviar și auto.
Compania detine depozite produse petroliere în Galați, Halmeu, Dornești, Drobeta Turnu Severin și Teiuș.
Compania prestează servicii de bunkeraj în porturile Constanța, Midia, Galați, Turnu Severin, Brăila și Tulcea.
Din Unicom Group mai fac parte companiile Unicom Tranzit (casă de expediții de transport feroviar de marfă), Unicom Oil Terminal și Unicom Wood Production.
Cifra de afaceri în 2012: 731 milioane RON